# Zorayda Ruth Andam
Zorayda Ruth Andam Ramos (...) è una modella filippina, eletta Binibining Pilipinas-Universe 2001.
Diplomata in economia presso l'università delle Filippine School of Economics, la Andam ha in seguito studiato giurisprudenza, e dopo la laurea ha iniziato a praticare la professione a Manila a partire dal 2005.
Zorayda Ruth Andam ha rappresentato le Filippine a Miss Universo 2001, dove ha ottenuto la seconda posizione per la fascia di Best National Costume. In seguito ha presentato lo show televisivo Good Take e IBC News Tonight, entrambi in onda IBC-13.